# Lumpkin (Georgia)
Lumpkin település az Amerikai Egyesült Államok Georgia államában, Stewart megyében, melynek megyeszékhelye is. Lakosainak száma 891 fő (2020. április 1.).

## Népesség
A település népességének változása:

| 2010 | 2 741 |
| 2020 | 891   |